# 水炊き
水炊き（みずだき、みずたき）は、日本の鍋料理。関西と長崎に起源を持ち、歴史や調理法はそれぞれ異なる。

## 概要
名称は、素材を水（湯）のみで煮る調理法に由来する。あらかじめ取った出汁を用いる場合でも、醤油や塩などの調味料は加えない。
九州では鶏肉を主材とする。元々のレシピではぶつ切りの鶏を水から煮るために水炊きの名があるが、食味向上の観点から外食店ではあらかじめ別に用意したスープを用いるのが一般的である。骨付きの鶏や鶏ガラを長時間煮込むため白濁したスープになる。
関西では鶏肉以外に豚肉や牛肉、鯨肉なども使われる。出汁昆布とともに文字通り水から煮て、ポン酢醤油で食べる。
どちらの場合も、残ったスープにちゃんぽん麺やうどんを入れたり、ご飯を入れておじや（雑炊）にする場合がある。九州風では麺が多く、関西風では飯を入れることが多い。
ちゃんこ鍋と呼ばれる相撲部屋の料理でも、水炊きの手法で作られる場合がある。しゃぶしゃぶは牛肉の水炊きの別名として、その独特の様式やごまだれと共に全国に広まった。ちり鍋も水炊きの一種であるが、薄切りにした魚の切り身が縮んで反る様子をさしてちり鍋という。
新日本プロレスやパンクラスの「ちゃんこ鍋」でも、調味料などのコスト削減の目的で、食材を沸騰させた水だけで煮て特製のタレで食すなど、水炊きに近い調理法としていることが多い。

## 歴史
関西地方では、湯豆腐のように鍋つゆに味をつけず、椀に取り分けてから醤油やポン酢などで調味する鍋料理を「水炊き」と呼んでいた。今日では牛肉を用いるものは「しゃぶしゃぶ」、白身魚の切り身を主材とするものは「ちり鍋」と呼ばれることが多いため、単に水炊きといえば鶏肉や豚肉などを用いたものを指す言葉となっている。関西の水炊きは水を張った鍋に昆布を敷いて煮るもので、あらかじめ出汁を引くことはしない。
一方で九州の水炊きは、「水から炊き出した鶏のスープ」を味わう料理である。鶏ガラや骨付きの鶏肉を長時間煮込み、十分に出汁が出てから野菜やその他の具材を投入する。
1643年（寛永20年）の『料理物語』第九汁の部に「南蠻料理・鶏の水たき」という名で長崎の名物家庭料理が記載されている。「鶏の毛を引き、かしらと足としりを切り洗い、鍋に入れ、大根を大きに切り入れ、水をひたひたよりうへに入れ、大根いかにも、やはらかになるまでたく。さて鳥をあげ、こまかにむしり、もとの汁へかけをおとし、また大根にてすりあはせ、出候時、鳥を入れ、さか塩口にて、すい口にんにく、その外色々、うす味噌にてもつかまつり侯。妻に平茸、ねぶかなども入。」とあり、丸ごとの鶏とダイコンを柔らかく水煮にした後に食べやすくほぐし、酒や塩、ニンニク、味噌などで調味して食べた。これは、同じく汁の部にある「鶴の汁」や「狸汁」などが味噌を加えて煮ているのとは違う作り方である。この南蛮料理は江戸時代の終りまで長崎の家庭料理として伝えられ、長崎の名物料理の一つになっていた。明治初年、長崎の人が博多に伝えて博多名物の鶏の水炊きになったという。
「博多水たき発祥の店」を謳う料理店水月は、長崎出身の林田平三郎が香港遊学時に学んだ西洋料理のコンソメと中華料理の白湯をアレンジし、1905年に博多水炊きを完成させたと説明している。
1910年（明治43年）に博多で創業し、白濁した汁の鶏の水炊きで人気を得た料亭新三浦は、後に東京、大阪、京都などにも店を出し、「博多水だき」の名を各地に広めた。
このため現代において外食店のメニューに掲げられる「水炊き」は、関西風ではなく博多風のものを指すことが大半となっている。

## 各地方での作り方

### 関西
水を張った鍋に昆布を敷き、鍋をそのままひと煮立ちさせる。沸騰したのち、肉、野菜、その他の具材を入れ、それらに火が通れば完成となる。使用される食材は、鶏肉、豚肉、魚介類、豆腐、油揚げ、ハクサイ、長葱、春菊、ミズナ、ほうれん草などの葉物野菜類、シイタケ、シメジ、エノキなどのキノコ類、薄く切った大根、人参などの根菜類、春雨、葛きり、マロニーなど多岐にわたり、それぞれの家庭により微妙に異なっている。白身魚の水炊きははちり鍋とも呼ばれる。一煮立ちして、一通り火が通ったら、食べ頃の具から順に取り、取り皿のタレに付けて食べる。タレは、ポン酢醤油に薬味（紅葉おろし、刻んだ青ねぎなど）を入れた物が一般的だが、削り節を醤油と練った物を鍋の出汁でのばした物や、めんつゆ、梅肉に醤油を垂らした物を鍋の出汁でのばした物、あるいはしゃぶしゃぶなどで使われるごまだれで食べる人もいる。近年は様々なアレンジを施したタレが雑誌やネットなどでも紹介されており、多岐に富むようになった。具が少なくなれば、随時追加していき、締めは雑炊にしたり、うどんや餅を入れたりする。

### 九州
皮や骨付き鶏肉（主にもも肉）のぶつ切りを用い、鶏肉や骨から出る旨味を生かし、水から煮立たせるものを「水炊き」と呼んでいる。先に手羽先だけで1時間ほど出汁を取り、その後、もも肉を加えて煮る方が旨味が出る。鶏肉の他に入れる具材は、鶏肉団子、キャベツ、春菊、シイタケ、ネギ、豆腐などである。これ以外煮汁に味を付けることは基本的にはせず、小皿にダイダイを絞ったつけだれ、ポン酢、柚子胡椒等を入れて味を付けて食べる（唐辛子のみ、または追加調味料として辛味を付けることはある）。煮汁に味を付けていないため、煮詰まって濃くなりすぎる心配がなく、白菜よりも水分が少ないキャベツを使う方が旨味が出る。また、家庭によっては高菜漬を加える場合もある。最後（閉め）に素麺を加えて煮る「地獄炊き」という食べ方もある。
がめ煮とともに、農山漁村の郷土料理百選に福岡県の郷土料理として選ばれている。

## 水炊きに関する作品
- 『兵隊宿（蘭）』 -  竹西寛子作の小説。水炊きを食べた時の父の意外な対応について記している。
- 『美味しんぼ』 - 雁屋哲原作、花咲アキラ作画の漫画。第1巻9話「舌の記憶」で老婆が昔食べた鶏の水炊きの味について、第67巻8話「真の国際化企画（後編）」で名古屋コーチンの水炊きについて記述がある。
- 『クッキングパパ』 - うえやまとち作の漫画。冬場のアウトドアクッキングとして、博多水炊きのつくり方が紹介されている。
- 『めしにしましょう』 - 小林銅蟲作の漫画。大量の鶏もも肉と白菜で作る「大水炊き展」のつくり方が紹介されている。